# Pozo Alcón
Pozo Alcón é um município da Espanha na província de Jaén, comunidade autónoma da Andaluzia, de área 139 km² com população de 5437 habitantes (2005) e densidade populacional de 39,72 hab/km².

## Demografia
| Variação demográfica do município entre 1991 e 2004 | Variação demográfica do município entre 1991 e 2004 | Variação demográfica do município entre 1991 e 2004 | Variação demográfica do município entre 1991 e 2004 |
| --------------------------------------------------- | --------------------------------------------------- | --------------------------------------------------- | --------------------------------------------------- |
| 1991                                                | 1996                                                | 2001                                                | 2004                                                |
| 6066                                                | 6385                                                | 5600                                                | 5497                                                |